# 戴夫·惠蘭
大卫·惠兰（David Whelan，1936年11月24日—） 是英国商人和前足球运动员。在他的足球生涯中，他曾效力于布莱克本流浪者足球俱乐部和克鲁足球俱乐部。惠兰是威根足球俱乐部的前老板，担任俱乐部主席已有 20 年之久，之后将该职位传给了他的孙子David Sharpe，后者最终将所有权移交给了国际娱乐公司（International Entertainment Corporation）。 